# Kalimantan

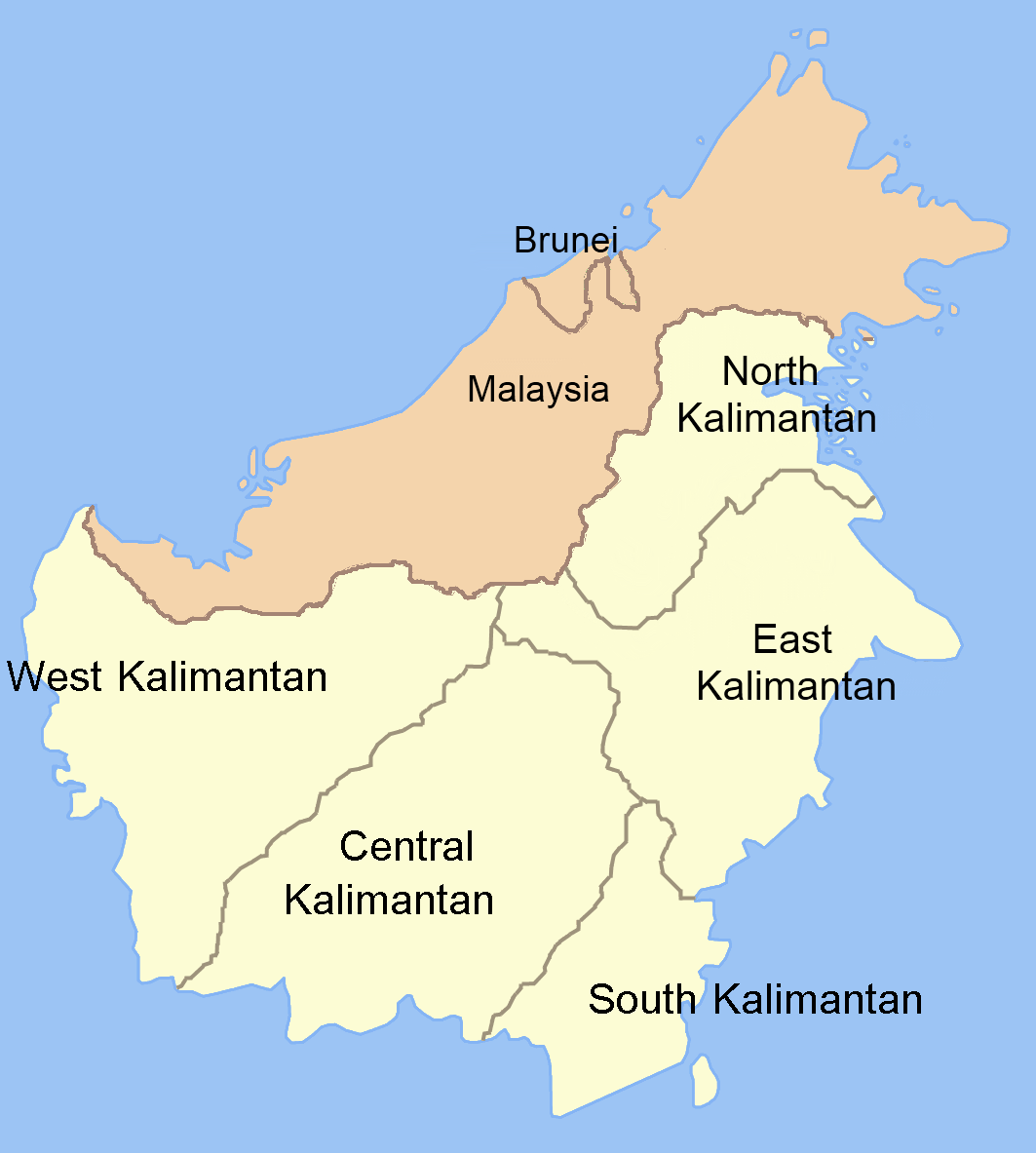
Kalimantan

Kalimantan – indonezyjska część wyspy Borneo, zajmuje ponad 72% powierzchni wyspy (jej południową i środkową część). Powierzchnia 542 639 km²; 16,6 mln mieszkańców (2020).

## Nazewnictwo
W Indonezji nazwa „Kalimantan” oznacza całą wyspę Borneo, jednak w innych językach nazwa ta przyjęła się na określenie jedynie jej indonezyjskiej części, dla odróżnienia od części należących do Malezji i Brunei.

## Administracja
Dzieli się na pięć prowincji. Do 26 października 2012 było ich cztery; wtedy z Borneo Wschodniego zostało wydzielone Borneo Północne.
| Prowincja                              | Wielkość (km²) | Populacja (2005) | Populacja (2010) | Populacja (2015) | Populacja (2020) | Gęstość zaludnienia na km² | Stolica prowincji | Największe miasto |
| -------------------------------------- | -------------- | ---------------- | ---------------- | ---------------- | ---------------- | -------------------------- | ----------------- | ----------------- |
| Borneo Zachodnie (Kalimantan Barat)    | 146 760        | 4,042,817        | 4,393,239        | 4,783,209        | 5 410 000        | 36,9                       | Pontianak         | Pontianak         |
| Borneo Środkowe (Kalimantan Tengah)    | 152 600        | 1,913,026        | 2,202,599        | 2,490,178        | 2 670 000        | 17,5                       | Palangkaraya      | Palangka raya     |
| Borneo Południowe (Kalimantan Selatan) | 38 744         | 3,271,413        | 3,626,119        | 3,984,315        | 4 070 000        | 105                        | Banjarmasin       | Banjarmasin       |
| Borneo Wschodnie (Kalimantan Timur)    | 129 067        | 2,840,874        | 3,550,586        | 3,422,676*       | 3 770 000        | 29,2                       | Samarinda         | Balikpapan        |
| Borneo Północne (Kalimantan Utara)     | 75 467,70      | 473,424          | 524,526          | 639,639          | 700 000          | 9,3                        | Tanjung Selor     | Tarakan           |
| Razem                                  | 542 638,7      | 12,541,554       | 14,297,069       | 15,320,017       | 16 620 000       | 39,6                       | -                 | Banjarmasin       |